# Plateforme de glace de Shackleton

Trajet de l'expédition Wilkes près de l'Antarctique, passant à proximité de la banquise.

La plateforme de glace de Shackleton ou barrière de Shackleton est une plateforme de glace en Antarctique dont la superficie a été estimée à 26 080 km2 en 2013. Cette plateforme est alimentée en glace par le Glacier de Denman et est régulièrement couverte de lacs de fonte en surface. Elle fait partie du Territoire antarctique australien.
Elle est découverte en 1839 par l'expédition Wilkes (1838-1842) de Charles Wilkes qui en cartographie une partie. Elle est ensuite explorée en 1912 par l'expédition antarctique australasienne (1911-1914) de Douglas Mawson qui la nomme en l'honneur d'Ernest Shackleton. L'opération Highjump (1946-1947) termine ensuite sa cartographie, avec plus de détails, grâce à des prises de vues aériennes.